# Amy Winehouse
Amy Jade Winehouse (n. 14 septembrie 1983, Greater London, Anglia, Regatul Unit – d. 23 iulie 2011, Greater London, Anglia, Regatul Unit) a fost o cantăreață engleză recunoscută pentru vocea sa gravă, specifică vocilor de tip contralto. A abordat diferite stiluri muzicale, printre care se pot menționa și rhythm and blues, soul și jazul anilor 1960.
Winehouse a debutat discografic în anul 2003, când a lansat albumul Frank. Discul a primit recenzii favorabile din partea criticilor de specialitate și a fost nominalizat la premiul Mercury.
Cel de-al doilea album de studio al interpretei, intitulat Back to Black, a fost lansat în octombrie 2006. Discul s-a plasat pe cele mai înalte poziții în clasamentele internaționale, primind multiple discuri de platină. A fost comercializat în peste zece milioane de exemplare și a ajutat-o pe Amy Winehouse să devină prima cântăreață engleză care a câștigat cinci premii Grammy. Stilul ei muzical a influențat puternic interpretele britanice care au debutat la finele anilor 2000 (vedeți aici).
În ciuda unei cariere muzicale prolifice, viața privată a cântăreței a fost adesea comentată negativ de ziarele de scandal din întreaga lume din cauza consumului excesiv de droguri și alcool, dar și a unei căsnicii controversate cu asistentul de producție video Blake Fielder-Civil (2007–2009).
Amy Winehouse a decedat pe 23 iulie 2011, la 27 de ani, în locuința sa din Londra, cauza oficială a decesului fiind consumul excesiv de alcool.

## Biografie

### Anii copilăriei și începutul carierei (1983 — 2002)
Amy Jade Winehouse s-a născut la data de 14 septembrie 1983 în burgul londonez Enfield, fiind al doilea copil al șoferului de taxi Mitchell Winehouse și al farmacistei Janis Winehouse. Părinții ei au divorțat când ea avea nouă ani, iar Amy și fratele său mai mare Alex (n. 1979) au rămas în custodia mamei și au copilărit în Southgate.
Încă din primii ani de viață Amy a intrat în contact cu lumea muzicală, doi dintre unchii săi fiind cântăreți de muzică jazz. De asemenea, tatăl său îi cânta adesea piesele lui Frank Sinatra, iar pasiunea acesteia pentru muzică devenea din ce în ce mai evidentă, profesorii săi plângându-se că aceasta nu se putea abține din cântat nici măcar în timpul cursurilor. În copilărie Winehouse asculta muzica unor cântărețe soul precum Billie Holiday sau Etta James, cărora le-a studiat tehnica și stilul interpretativ, creațiile acestora influențând-o puternic.
La vârsta de nouă ani Amy este încurajată de către bunica sa Cynthia să se înscrie la școala privată de arte Susi Earnshaw. Un an mai târziu tânăra interpretă pune bazele unei formații de muzică rap numită Sweet 'n' Sour alături de Juliette Ashby, o prietenă din copilărie. La treisprezece ani Amy se înscrie la Școala de Arte „Sylvia Young” și obține o bursă de studiu, în eseul său de aplicare scriind că tot ceea ce își dorește este ca oamenii să-i asculte vocea și să uite de problemele cotidiene. Totuși, după numai un an este exmatriculată din pricina unui piercing făcut în nas și pentru lipsa de disciplină. În continuare frecventează școala „BRIT” din Selhurst, Croydon (Londra), instituție recunoscută pentru numărul mare de celebrități care i-au urmat cursurile (Adele, Jessie J, Leona Lewis). În jurul vârstei de cincisprezece ani Winehouse compune primele sale cântece și susține recitaluri în diverse baruri londoneze.
În adolescență începe să consume droguri și încearcă să își ajute familia din punct de vedere financiar, lucrând ca jurnalistă și cântând într-o formație locală de muzică jazz numită Bolsha Band. La 16 ani Winehouse înregistrează o casetă demonstrativă, pe care iubitul său, cântărețul de muzică soul Tyler James, avea să o trimită reprezentanților companiei 19 Management; de îndată ce Simon Fuller, directorul firmei, ascultă discul îi oferă tinerei artiste un contract prin intermediul căruia îi devine impresar. Pe parcursul anului 2002 Fuller avea s-o ajute pe Winehouse să ajungă la un acord legal cu casa de discuri Island Records, iar artista își pregătește debutul discografic în compania producătorului Salaam Remi.

### Debutul discografic — «Frank» (2003 — 2005)

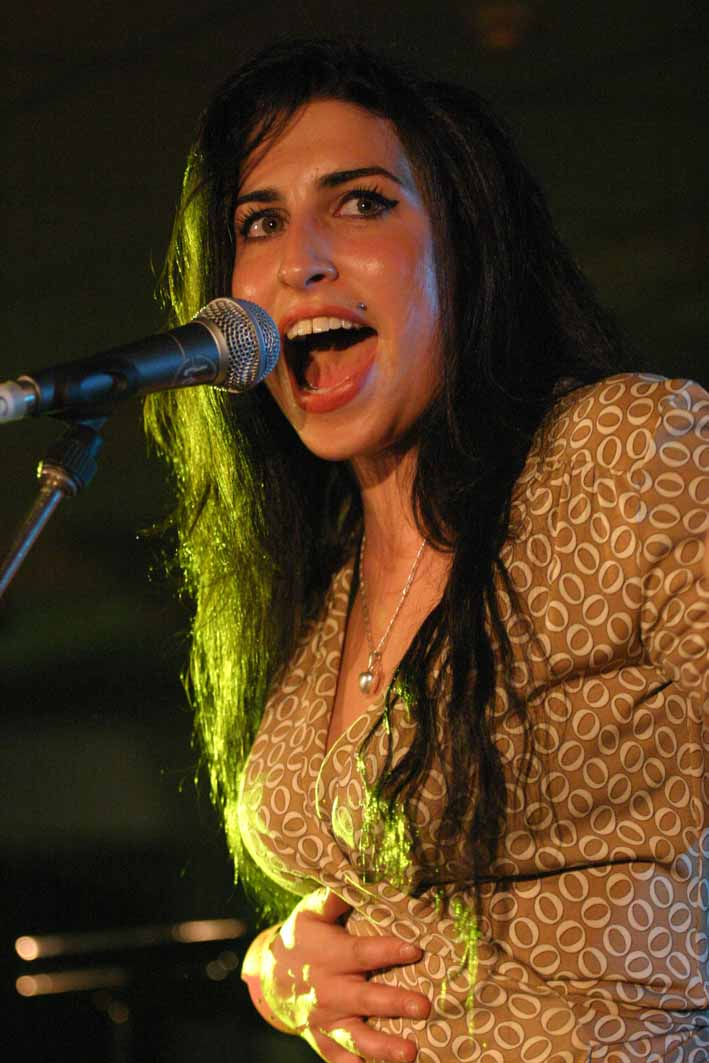
Amy Winehouse în concert (2004).

Primul album de studio semnat Amy Winehouse este lansat în octombrie 2003 sub egida casei de înregistrări Island Records. Intitulat Frank, materialul a fost înregistrat în stagiunea 2002–2003 cu ajutorul unor producători precum Salaam Remi, Jimmy Hogarth sau Matt Rowe, iar Winehouse a contribuit la compunerea majorității pieselor. Abordarea stilistică a discului cuprinde elemente de muzică jazz și soul, iar versurile cântecelor au fost descrise drept „beligerante, dar foarte sincere”. Interpreta s-a declarat ușor nemulțumită de felul în care LP-ul a fost produs, deciziile sale însumând doar „80% din produsul final”, casa de discuri introducând câteva compoziții care nu au fost pe gustul său. Ulterior Winehouse a revenit asupra declarației: „Sunt foarte mândră de Frank, încă sunt de părere că este un album minunat. Totuși, sunt câteva lucruri pe care le-aș fi făcut diferit”.
Albumul Frank a primit recenzii „general favorabile” din partea criticilor de specialitate. Editorii allmusic o comparau pe tânăra Winehouse cu Macy Gray și spuneau că „este o cântăreață excelentă, ce posedă atât putere vocală cât și subtilitate, o calitate arareori întâlnită la interpretele contemporane.” Mai mult, redactorii PopMatters erau de părere că discul este o dovadă a faptului că succesul lui Winehouse se bazează strict pe talentul său nativ, iar recenzorii Amazon.com concluzionau spunând că „Amy este una dintre cele mai originale, oneste și curajoase cantautoare din noua generație”. De asemenea, Frank a fost inclus în celebra listă 1001 de albume de ascultat într-o viață; fiind creată de către Robert Dimery, aceasta este o antologie a albumelor considerate drept cele mai reprezentative din ultimii 50 de ani.
Campania de promovare a albumului Frank a constat în lansarea a două discuri single clasice: „Stronger Than Me”, „Take the Box”, respectiv două single-uri cu două „fețe”: „In My Bed”/„You Sent Me Flying” și „Fuck Me Pumps”/„Help Yourself”. Materialele au activat în clasamentele britanice de specialitate pe parcursul stagiunii 2003–2004 și au obținut poziții modeste, cea mai de succes fiind piesa „Take the Box”, ocupanta locului cincizeci și șapte în ierarhia UK Singles Chart. Inițial nici albumul Frank nu a excelat din punct de vedere comercial, însă în anul 2008 a primit din partea IFPI discul de platină pentru un milion de exemplare comercializate în Europa; de asemenea, vânzările discului din Statele Unite s-au ridicat la peste 307,000 de copii.
În februarie 2004 Amy Winehouse primește două nominalizări la premiile BRIT la categoriile „Cea mai bună interpretă britanică” și „Cel mai bun cântăreț R&B”. Mai mult, LP-ul Frank este inclus pe lista discurilor nominalizate la premiul Mercury, iar Winehouse primește un premiu Ivor Novello pentru compunerea piesei „Stronger Than Me”. La începutul anului 2005 Amy susține o serie de concerte în Regatul Unit, iar după încheierea acesteia interpreta se retrage din viața publică din cauza dependenței de alcool.

### Era «Back to Black». Succesul internațional (2006 — 2008)

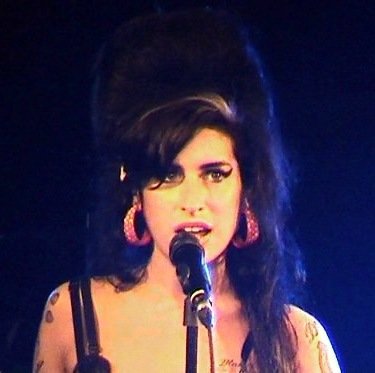
Amy Winehouse în concert (Berlin, 2007)

Amy Winehouse revine în atenția presei britanice în iulie 2006 din pricina unei drastice pierderi în greutate și a aspectului general neglijent. Imaginea sa era caracterizată de o coafură inspirată din moda anilor '60 numită beehive, dar și de un machiaj pentru ochi „asemănător celui purtat de Cleopatra”. În cea de-a doua jumătate a anului, după moartea bunicii sale Cynthia, interpreta reîncepe lupta împotriva dependenței de alcool și droguri. Mai mult, relația sa amoroasă cu asistentul de producție video Blake Fielder-Civil era adesea comentată de ziarele de scandal din Regatul Unit. Această relație avea să stea la baza scrierii celui de-al doilea album de studio al interpretei, numit Back to Black. Fiind creat de producătorii Salaam Remi și Mark Ronson, materialul a fost lansat pe plan european în octombrie 2006 sub egida Island Records.
Piesele incluse pe Back to Black sunt puternic influențate de muzica soul a anilor 1960 însă au o sonoritate R&B contemporană, iar versurile dezvăluie o latură reflectivă a interpretei; prin intermediul acestora ea meditează asupra eșecului amoros și a problemelor sale legate de consumul excesiv de droguri și alcool. Materialul s-a bucurat de „aprecierea universală” a criticilor de specialitate, fiind complimentat pentru tristețea și inteligența versurilor. De asemenea, publicații influente în industria muzicală precum Slant Magazine, Entertainment Weekly, The New York Times sau Time au inclus LP-ul Back to Black în clasamentele celor mai bune albume din 2006/7.
Pentru a promova materialul discografic Winehouse concertează extensiv în Europa în stagiunea 2006-2007, însă recitalurile sale sunt controversate, interpreta aflându-se adesea sub influența alcoolului și în unele situații uitând versurile propriilor cântece. La finele anului 2006 Winehouse începe să consume heroină, iar cântăreața își exprima în mod public refuzul de a se interna într-un centru de dezintoxicare prin intermediul compoziției „Rehab”. În timp ce viața tumultoasă a artistei era dezbătută de tabloidele internaționale, piese precum „Rehab”, „You Know I'm No Good” sau „Back to Black” erau lansate pe disc single și cucereau clasamentele din Europa. În Regatul Unit albumul Back to Black a câștigat prima poziție în clasamentul național în repetate rânduri, a primit opt discuri de platină și a fost comercializat în peste trei milioane de exemplare, fiind unul dintre cele mai de succes materiale din istoria UK Albums Chart. În februarie 2007, în cadrul premiilor BRIT, Winehouse era numită „Cea mai bună cântăreață britanică”, iar Back to Black era nominalizat la secțiunea „Albumul anului”.

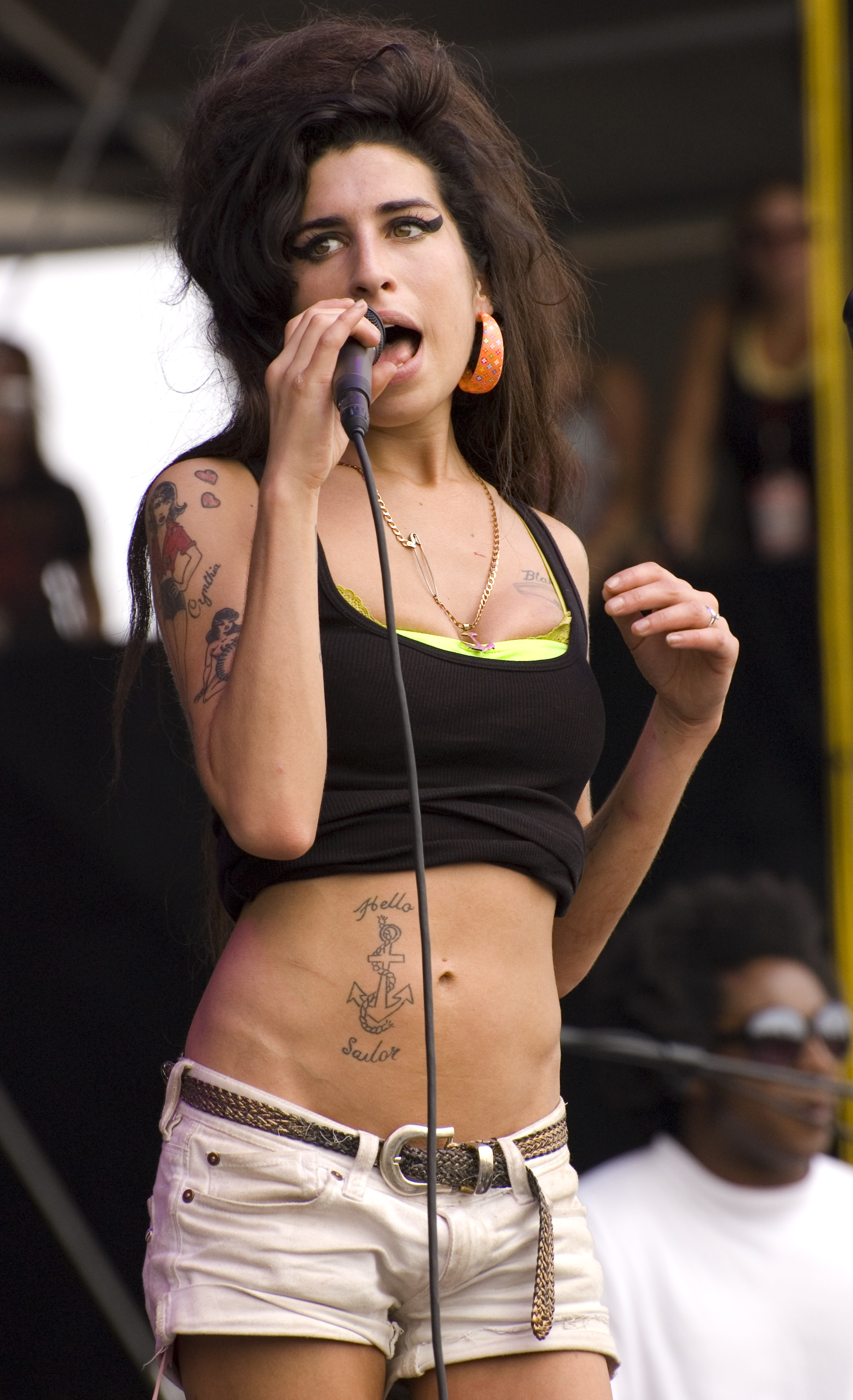
Amy Winehouse în concert la Baltimore, august 2007.

În Statele Unite interesul publicului față de muzica semnată Amy Winehouse era alimentat de numeroasele articole de presă în care era descrisă viața sa excentrică. Interpreta își face debutul discografic în SUA la data de 13 martie 2007, odată cu lansarea albumului Back to Black prin intermediul casei de discuri Universal Republic. Materialul a primit recenzii pozitive din partea unor publicații cu notorietate precum Rolling Stone sau The New York Times; de asemenea, LP-ul s-a bucurat de succes comercial, ocupând poziția cu numărul doi în celebra ierarhie Billboard 200. Ulterior Back to Black a primit două discuri de platină din partea RIAA și a fost comercializat în peste două milioane de exemplare numai în SUA.
În timp ce campania artistei de promovare continua prin lansarea pe disc single a pieselor „Tears Dry on Their Own” și „Love Is a Losing Game”, Winehouse revenea în atenția presei prin căsătoria cu asistentul de producție video Blake Fielder-Civil; ceremonia a avut loc pe 18 mai 2007 în Miami Beach. Mariajul violent, dar și abuzurile celor doi în materie de alcool și droguri puneau adesea într-un con de umbră reușitele din cariera cântăreței. În noiembrie 2007 Winehouse este internată din pricina unei supradoze de heroină, cocaină, extasy, ketamină și alcool, iar toate concertele sale sunt anulate.
La data de 5 noiembrie 2007 albumul Back to Black este relansat într-o versiune „deluxe”, pe el fiind incluse opt piese noi față de ediția standard (printre care câteva compoziții live și înregistrări demonstrative). De asemenea, în aceeași zi este lansat primul album în concert al interpretei, numit I Told You I Was Trouble: Live in London. Pe 20 noiembrie casa de discuri Universal Republic începe comercializarea albumului Frank în SUA, iar discul a fost primit recenzii favorabile din partea criticii de specialitate. La finele anului 2007 Winehouse înregistrează în compania lui Mark Ronson cântecul „Valerie”, care devine hit în Regatul Unit la scurt timp după lansare, câștigând poziția secundă în topul UK Singles Chart; mai mult, compoziția este nominalizată la premiile BRIT 2008 la categoria „Cel mai bun disc single”. Interpreta încheie anul 2007 prin imprimarea cântecului „B Boy Baby”, o colaborare cu Mutya Buena, fosta membră a grupului Sugababes.

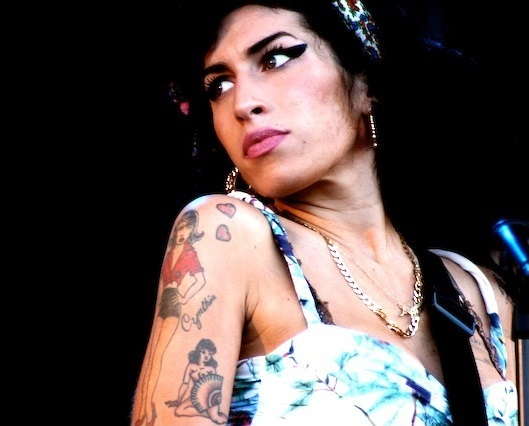
Amy Winehouse în 2008

La data de 10 februarie 2008, la cea de-a cincizecea gală a premiilor Grammy, Amy Winehouse este numită „Debutantul anului” și „Cea mai bună cântăreață pop”, piesa „Rehab” câștigă trofeul la categoriile „Înregistrarea anului” și „Cântecul anului”, iar albumul Back to Black triumfă la secțiunea „Cel mai bun album pop” și este nominalizat pentru „Albumul anului”. Ulterior Winehouse avea să fie numită de către Guinness World Records „Cântăreața britanică cu cele mai multe premii Grammy câștigate”. Pe 22 mai, în cadrul premiilor Ivor Novello, piesa „Love Is a Losing Game” câștigă trofeul acordat pentru „Cea mai bună compoziție” și „You Know I'm No Good” primește o nominalizare la aceeași categorie, iar „Rehab” iese din cursa pentru „Cel mai de succes cântec”. Această serie de succese din punct de vedere al criticii de specialitate, dar și viața tumultoasă a artistei, au determinat creșterea vânzărilor albumului Back to Black, care a fost comercializat în peste zece milioane de exemplare pe plan internațional.

### Ultimele activități muzicale (2008 — 2011)

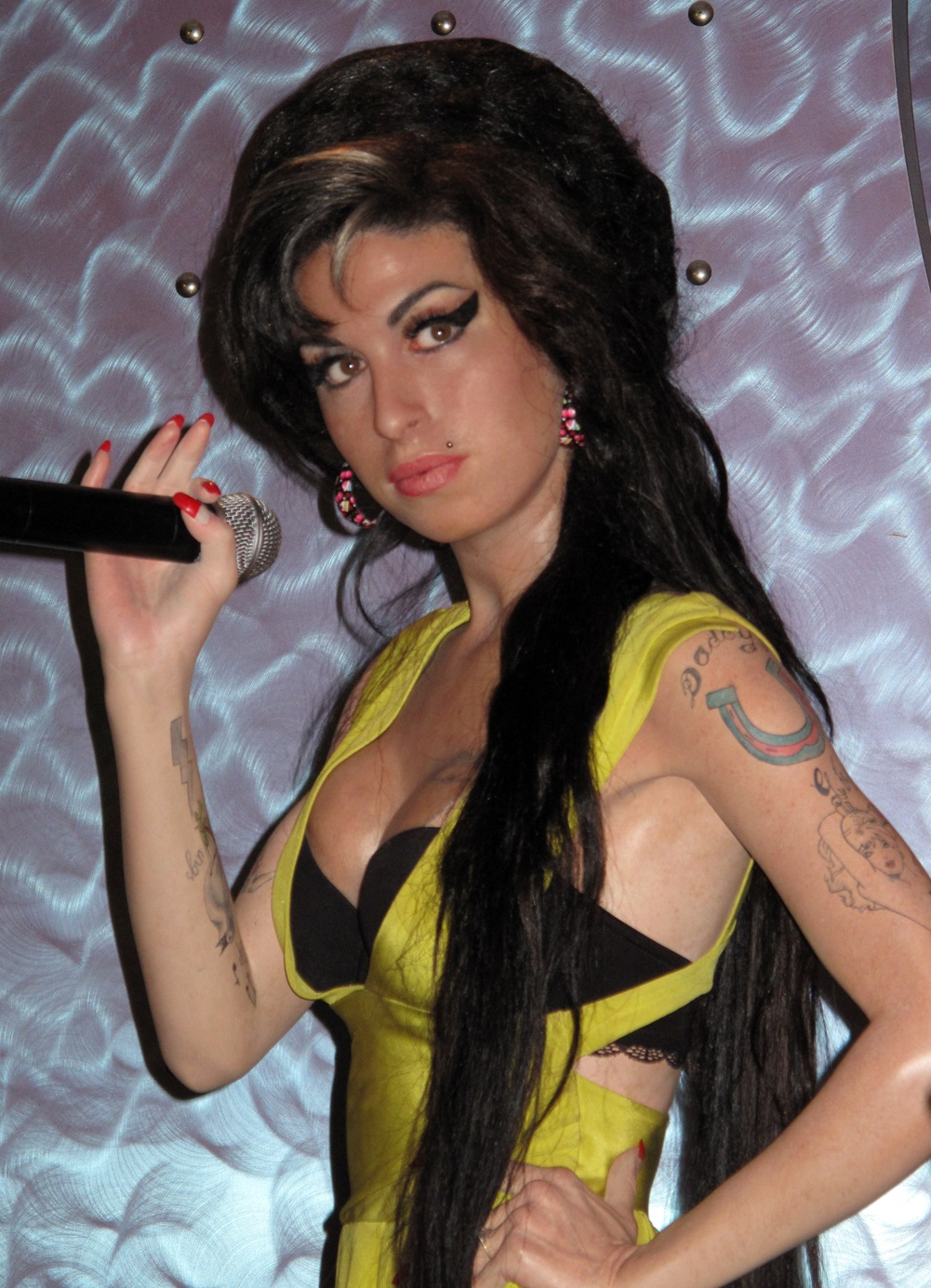
Statuie de ceară întruchipând-o pe Amy Winehouse la muzeul Madame Tussauds în 2009

În iunie 2008 tatăl cântăreței declara că Amy Winehouse suferă de emfizem pulmonar, o boală pulmonară care produce alterarea respirației și reduce capacitatea de efort fizic. Ulterior interpreta avea să urmeze un tratament bazat pe plasturi cu nicotină și un regim alimentar echilibrat. Totuși, comportamentul deviant al interpretei, dar și arestarea acesteia pentru un atac comis asupra unui bărbat într-un club londonez, au determinat presa britanică să numească procesul său de reabilitare drept eșuat. În același timp casa de discuri Universal Music făcea presiuni asupra cântăreței pentru ca aceasta să lanseze muzică nouă cât mai curând posibil, însă în octombrie 2008 în presă au apărut știri conform cărora Winehouse nu se grăbea să înregistreze un nou album de studio, preferând să învețe să cânte la baterie. La finele anului 2008 interpreta călătorește în Sfânta Lucia pentru a-și petrece sărbătorile de iarnă, însă avea să-și prelungească vacanța până în iulie 2009 pentru a înregistra un nou material discografic. De asemenea, în luna mai Winehouse urcă pe scena unui festival de muzică jazz din Sfânta Lucia, însă uită versurile propriilor piese, iar recitalul este numit „dezamăgitor” de către public.

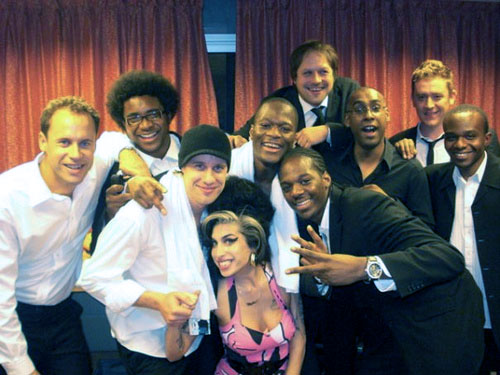
Amy Winehouse alături de formația sa în 2009.

În ianuarie 2009 Blake Fielder-Civil își face publică dorința de a divorța de Amy Winehouse din cauza infidelității interpretei, iar separarea legală a celor doi a fost pronunțată pe 16 iulie. În luna septembrie a aceluiași an Amy pune bazele propriei sale case de discuri, numită Lioness Records, iar primul artist care primește un contract de management este Dionne Bromfield, nepoata artistei. Pe parcursul stagiunii 2009–2010 aparițiile publice ale cântăreței au fost sporadice; în august urcă pe scena festivalului V pentru a cânta împreună cu formația The Specials, în iulie 2010 interpretează împreună cu Mark Ronson piesa „Valerie” la premiera filmului Psychosis, iar în decembrie este invitata de onoare la petrecerea unui magnat rus din Moscova și susține un recital de patruzeci de minute în schimbul sumei de un milion de lire sterline. Mai mult, lansarea celui de-al treilea album de studio semnat Winehouse a fost amânată de mai multe ori pe parcursul anului 2010. Totuși, cântăreața înregistrează în compania lui Quincy Jones piesa „It's My Party”, care a fost inclusă pe albumul acestuia, numit Q Soul Bossa Nostra și lansat în noiembrie 2010.
În ianuarie 2011 Amy Winehouse revine în atenția publicului printr-un turneu în Brazilia format din cinci concerte. Recitalurile s-au bucurat de succes, iar interpreta declara că nu a mai consumat droguri în ultimul an. Totuși, în urma unei recital susținut la Dubai în februarie presa avea s-o catalogheze pe artistă drept „obosită, distrată și incoerentă”. În luna mai Winehouse s-a internat într-o clinică de dezintoxicare, însă a părăsit tratamentul după doar o săptămână. La data de 18 iunie 2011 Amy Winehouse își începe turneul european de vară printr-un concert în Belgrad. Presa din Serbia a dezbătut amplu apariția interpretei, care s-a urcat pe scenă fiind puternic sub influența alcoolului; conform persoanelor care au participat la concert, Amy era „prea amețită” pentru a-și aduce aminte numele orașului în care se află, versurile pieselor sau numele membrilor din formația sa. După ce a fost huiduită de către public Winehouse a încercat să părăsească scena însă gărzile sale de corp nu i-au permis acest lucru. În urma acestei controverse reprezentanții cântăreței au anunțat anularea întregului turneu european, inclusiv un concert pe care Winehouse urma să-l susțină la București pe 15 august 2011.
Ultima apariție publică a lui Amy Winehouse a avut loc la data de 20 iulie 2011, când artista a urcat pe scenă pentru a o susține pe nepoata sa Dionne Bromfield care concerta în Camden, Londra; în urma acestei apariții presa britanică remarca o îmbunătățire în ceea ce privea starea de sănătate a cântăreței.

### Decesul
La aproximativ 3:54 pm ora locală (BST, UTC+1) pe 23 iulie 2011, două ambulanțe au fost chemate la casa lui Winehouse din Camden, Londra. La scurt timp după acestea Poliția Metropolitană a confirmat decesul interpretei. Ulterior a fost deschisă o anchetă pentru a determina cauza decesului, însă primele rezultate nu au fost concludente, iar o analiză toxicologică a fost cerută. Conform rapoartelor finale, cauza decesului a fost consumul excesiv de alcool; Suzanne Greenaway, asistentul adjunct al medicului legist a declarat: „A consumat foarte mult alcool, concentrația era de 416mg la 100 ml de sânge, și consecința acestui consum mare de alcool a fost moartea ei rapidă și neașteptată”. În ziua decesului casa de discuri Universal Republic a emis un comunicat de presă prin care își exprima regretul față de „pierderea neașteptată a unei cântărețe și compozitoare talentată”. De asemenea, cântăreți precum U2, Lady Gaga, Nicki Minaj, Rihanna, George Michael, Adele, Kelly Clarkson sau Courtney Love i-au adus omagii lui Amy Winehouse.

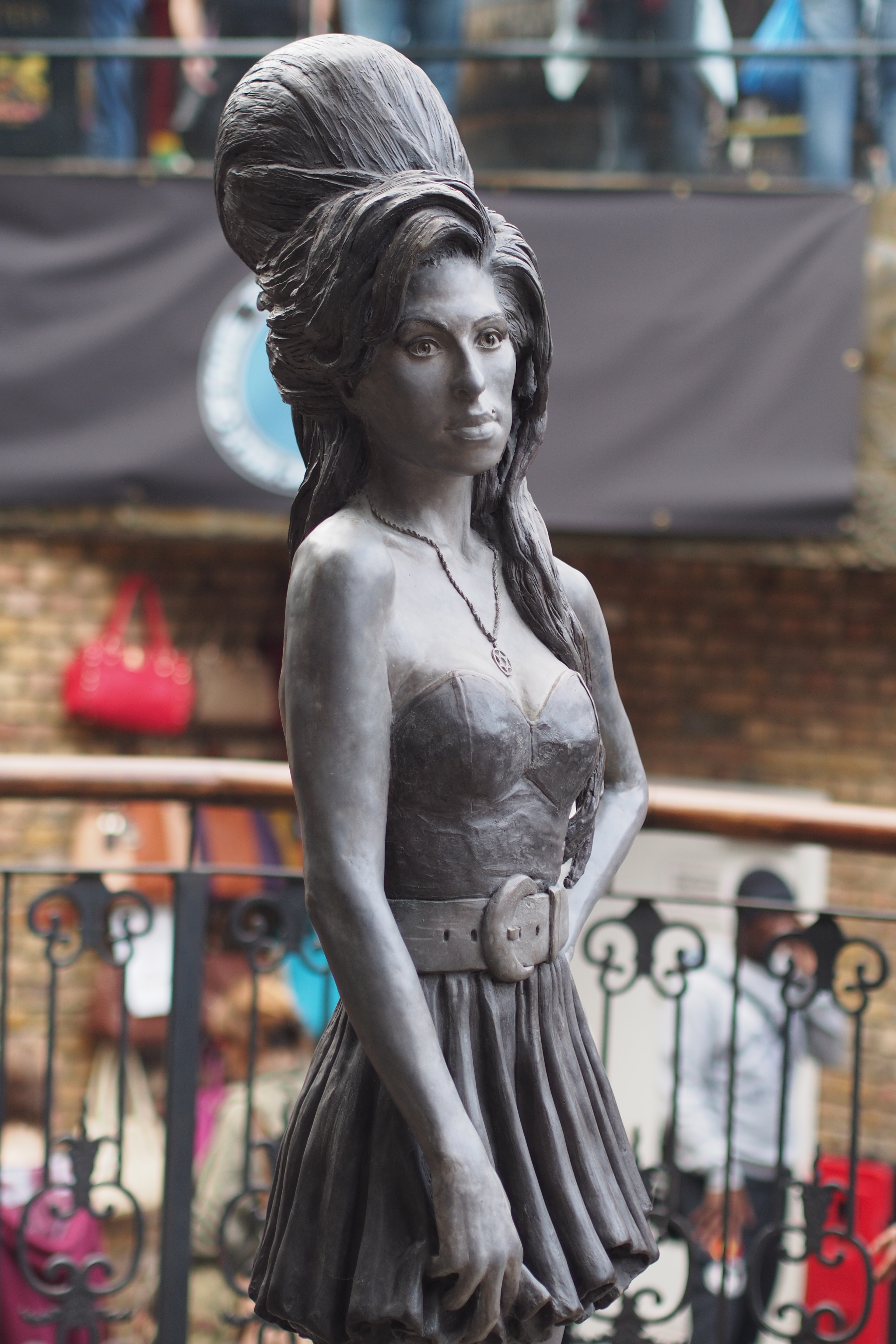
Statuie de bronz din Camden dedicată lui Amy în 2014

La data de 26 iulie 2011 familia, cei mai apropiați prieteni ai interpretei, dar și câteva persoane publice precum Mark Ronson, Kelly Osbourne sau Bryan Adams au participat la o ceremonie funerară ce a avut loc la Cimitirul Edgwarebury Cemetery. Ulterior corpul artistei avea să fie incinerat la Crematoriul Golders Green din Londra, iar cenușa sa a fost amestecată cu cea a bunicii Cynthia. Shiva, ceremonia evreiască de plângere a morților, s-a desfășurat pe parcursul a două zile la Schinder Hall din
Southgate. Odată cu finalizarea funeraliilor părinții lui Amy Winehouse declarau că intenționează să pună bazele unei fundații care să-i ajute pe tinerii dependenți de droguri. De asemenea, moartea artistei a readus materialele sale discografice în clasamentele de specialitate din întreaga lume, iar lansarea post-mortem a celui de-al treilea album de studio semnat Winehouse a fost discutată de reprezentanții Universal Records.

### Post-mortem
La data de 23 august 2011 a avut loc la București un concert în memoria lui Amy Winehouse, cântărețele Paula Seling, Nico, Rona Hartner și Maria Radu aducându-i un omagiu regretatei artiste în fața unui public format din peste 5.000 de persoane. În luna decembrie a aceluiași an casa de discuri Island Records a început comercializarea primului album post-mortem semnat Amy Winehouse. Purtând numele Lioness: Hidden Treasures, discul a primit recenzii favorabile din partea criticilor de specialitate și a fost comercializat în peste 501.000 de exemplare în săptămâna lansării.
La 3 iulie 2015 a fost lansat în Regatul Unit documentarul Amy, care ilustrează viața și moartea lui Amy Winehouse. A avut premiera la Festivalul de Film de la Cannes 2015, fiind considerat de critici drept „o capodoperă tragică”, „genial”, „sfâșietor” și „de neratat”. La Premiile Oscar 2016, Amy a primit premiul Oscar pentru cel mai bun film documentar și premiul BAFTA la aceeași categorie, fiind nominalizat și la Premiul BAFTA pentru cel mai bun film britanic.

## Simțul artistic

### Calitățile vocale și interpretative
Amy Winehouse era recunoscută pentru vocea sa gravă, specifică contraltelor, cât și pentru întinderea sa vocală ce măsura aproximativ trei octave (Re1-Mi♭4). Conform criticii de specialitate Winehouse era „colosal de talentată din punct de vedere vocal”, având „un glas cu adevărat rar, menit să îmbunătățească viețile ascultătorilor.” Oferind o recenzie albumului Frank, editorii allmusic o comparau pe Amy cu Macy Gray și îi numeau vocea „un hibrid între Billie Holiday și Lauryn Hill”. Într-un articol din 2007 Teresa Wiltz de la Washington Post făcea următoarea remarcă cu privire la vocea lui Winehouse – „fiind marinat în regret, glasul său pulsează cu durere”. De asemenea, interpreta era recunoscută pentru „profunzimea neobișnuită și forța vocii sale”, elemente care o făceau să pară „umană și divină în același timp”.
Editorii revistei The New Yorker erau de părere că „vocea interpretei poate suna ca o față întunecată de propria-i aură, dar ambitusul și varietatea ei depășesc orice definiție”. Într-o recenzie asupra discului Back to Black, criticii Entertainment Weekly erau de părere că frazările lui Winehouse sunt dovezi clare ale influenței pe care Billie Holiday a avut-o asupra sa; aceeași sursă o critica pe Amy pentru cantitatea exagerată de melisme folosite pe parcursul înregistrării LP-ului Frank. Deși Douglas Wolk de la Pitchfork Media era nemulțumit de felul în care Winehouse își „imita cântărețele favorite de jazz” în momentul debutului, acesta recunoștea calitățile sale vocale deosebite. Conform aceleiași publicații Winehouse „a fost binecuvântată cu o voce impudică care putea transforma chiar și sentimentele banale în declarații puternice”. De asemenea, veteranul muzicii jazz Tony Bennett era de părere că „dintre toți interpreții contemporani, Amy Winehouse avea cea mai bună voce pentru jazz”.

### Stilul muzical
Stilul muzical abordat de Amy Winehouse combina elemente preluate din muzica soul și jazz a anilor '60 însă avea o sonoritate R&B contemporană. Încă de la debut Winehouse a fost apreciată pentru originalitatea, sinceritatea și sarcasmul versurilor sale, texte numite „autobiografice” de-a lungul timpului. Odată cu publicarea albumului Frank, The Guardian scria: „muzica lui Winehouse se află undeva între Nina Simone și Erykah Badu, sună inocent și neîngrijit”, iar Chris Willman de la Entertainment Weekly era de părere că stilul interpretei a fost puternic influențat de compozițiile formației americane Sade. Mai mult, BBC Online spunea că „influențele lui Amy sunt clare (Sarah Vaughan, Dinah Washington), însă Winehouse are suficient talent și atitudine pentru a face orice comparație cu acestea să pară inutilă”. Concluzionând o recenzie oferită LP-ului Frank, Dan Cairns de la The Times descria astfel discul: „uluitor de promițător, comercial dar eclectic, accesibil și necompromițător”.
Lansarea albumului Back to Black i-a adus lui Amy Winehouse aprecieri critice, allmusic fiind de părere că „deși pe acest disc interpreta a trădat muzica jazz și a îmbrățișat R&B-ul contemporan, calitățile sale muzicale au rămas intacte”. În timp ce Jude Rogers spunea că Back to Black „este o înregistrare soul incredibilă, care combină sonoritățile Motown și ale formațiilor de fete din anii '60 și le reîntoarce spre ascultător într-o formă strălucitoare, modernă”, Victoria Segal de la The Times afirma: „piesele lui Winehouse sunt explicite, sincere și în ciuda aranjamentelor de modă veche, albumul este foarte contemporan”. Inițial editorii Rolling Stone i-au oferit materialului Back to Black o recenzie mixtă deoarece „calitatea pieselor nu rămâne constantă pe parcursul discului, însă cele mai bune dintre compozițiile sale sunt imposibil de displăcut”. Totuși, într-o ediție din 2010 aceeași publicație lăuda mixajul materialului și îl numea „o minune neașteptată, o înregistrare emoționantă și foarte tristă”.

### Influența asupra altor cântărețe
Odată cu succesul înregistrat de albumul Back to Black (2006), Amy Winehouse a fost aclamată pentru readucerea în atenția publicului larg a muzicii soul; de asemenea, unele ziare erau de părere că interpreta a stârnit o revitalizare a jazz-ului și a muzicii britanice. Cântăreața americană Lady Gaga crede că succesul lui Amy Winehouse a „schimbat muzica pop pentru totdeauna” și a determinat publicul să fie mai tolerant față de soliștii neconvenționali, ea însăși declarându-se puternic influențată de artista britanică. Producătorul francez Sébastian Danchin vorbește în cartea sa, Encyclopédie du rhythm & blues et de la soul, despre „fenomenul Winehouse” care a stat la baza revitalizării muzicii soul de la mijlocul anilor 2000. Acesta este de părere că „Amy Winehouse a fost «creată» de oameni în scopuri comerciale. Avantajul este că ea a sporit popularitatea acestui gen și i-a ajutat pe alți interpreți să debuteze”.
Succesul internațional înregistrat de Amy Winehouse i-a determinat pe directorii caselor de discuri să caute cântărețe de muzică soul asemănătoare acesteia. Primele soliste influențate de Winehouse care s-au bucurat de succes comercial au fost Adele, Duffy, Gabriella Cilmi și Paloma Faith. Cântăreața britanică Adele a declarat pentru People că Amy Winehouse le-a ajutat indirect pe ea și conaționala sa Duffy să se afirme mai ușor în SUA. Adrian Thrills de la Daily Mail era de părere că „fără niciun dubiu Amy a fost vocea excepțională a generației sale. Fără ea interprete precum Adele, Duffy sau chiar și Lady Gaga nu ar fi existat”. În vara anului 2009 presa din Regatul Unit observa debutul unui nou „val” de cântărețe britanice influențate de Winehouse în industrie, cele mai de succes fiind Florence and the Machine, La Roux și Little Boots.
În februarie 2010 rapperul Jay-Z susținea într-un interviu acordat BBC că revitalizarea muzicii britanice a apărut mulțumită lui Winehouse – „În prezent un val puternic de cântăreți vine din Londra, ceea ce e minunat. A existat dintotdeauna, însă Amy a fost inițiatoarea acestei renașteri”. În primăvara anului 2011 ziarul american New York Daily News publica un articol în care succesul noilor soliste britanice era pus pe seama popularității și influenței lui Amy. Keith Caulfield de la Billboard spunea că „datorită lui Amy industria s-a bucurat de cântărețe precum Adele sau Duffy, iar acestea au atras de la sine alte interprete precum Ellie Goulding, Rumer sau Eliza Doolittle”.

## Discografie
| Albume de studio - Frank (2003) - Back to Black (2006) | Album în concert - I Told You I Was Trouble: Live in London (2007) | Discuri EP - Sessions@AOL (2004) - iTunes Festival: London 2007 (2007) |

Albume post-mortem
- Lioness: Hidden Treasures (2011)

## Premii și nominalizări
Premiile Grammy sunt prezentate anual de către „Academia Națională a Artelor și Științelor de Înregistrări” din S.U.A.. Amy Winehouse a câștigat șase premii dintre cele șapte nominalizări primite.
| Anul | Titlul înregistrării premiate   | Distincția                    | Rezultatul   |
| ---- | ------------------------------- | ----------------------------- | ------------ |
| 2008 | —                               | „Debutantul anului”           | Câștigat     |
| 2008 | „Rehab”                         | „Înregistrarea anului”        | Câștigat     |
| 2008 | „Rehab”                         | „Cântecul anului”             | Câștigat     |
| 2008 | „Rehab”                         | „Cea mai bună cântăreață pop” | Câștigat     |
| 2008 | Back to Black                   | „Cel mai bun album pop”       | Câștigat     |
| 2008 | Back to Black                   | „Albumul anului”              | Nominalizare |
| 2012 | Body and Soul (cu Tony Bennett) | „Cel mai bun duo pop”         | Câștigat     |
| 2013 | Cherry Wine (cu Nas)            | „Cel mai bun rap”             | Nominalizare |